# José Manuel de França
José Manuel de França (? — 1852) foi um político brasileiro.

## Vida
Foi presidente da província de São Paulo, de 30 de abril a 2 de agosto de 1836.